# Apád, anyád idejöjjön! (televíziós műsor)
Az Apád, anyád idejöjjön! 1990-ben bemutatott magyar televíziós show-műsor, amelyet Vitray Tamás vezetett. A műsor összesen 10 részből állt.

## A műsor menete
A műsor elején a műsorvezető kiválasztja a két csapat tagjait a közönségből. Ezután bejön az adott híresség gyermeke, akinek a csapatok tagjai kérdéseket tehetnek fel. A válaszokból ki kell találniuk, ki vagy kik a gyermek híres szülei. Ezután bejön a szülő vagy szülők, akik produkciót adnak elő a gyerekükkel és külön külön is. Az adás végén amelyik csapat több híres szülőt talál ki, díjat kap. Ha egyik csapat sem talál ki eleget, a díjat a gyerekek kapják.

## Csapatok
1. adás:

| Csapat (szín) | Csapat        | Csapatkapitány | Csapattagok                                                    |
| ------------- | ------------- | -------------- | -------------------------------------------------------------- |
| Fekete csapat | Takács család |                | Takács Ferencné, Takács Éva ifj.Takács Ferenc, ?               |
| Fehér csapat  | Sándor család |                | Sándor István, Sándor Nikoletta, Sándor Balázs Sándor Istvánné |

2. adás:
| Csapat (szín) | Csapat | Csapatkapitány | Csapattagok |
| ------------- | ------ | -------------- | ----------- |
| Fekete csapat |        |                |             |
| Fehér csapat  |        |                |             |

## Adások
1. adás (1990. április 25.):

| Sor | Gyerek                       | Szülő                          | Produkció | Fekete csapat  | Fehér csapat   |
| --- | ---------------------------- | ------------------------------ | --- | -------------- | -------------- |
| 1.  | Balázs Bence                 | Balázs Péter                   | Duett (A Madarász c. operettből)                                                                                             | Eltalálta      | Nem találta el |
| 2.  | Hídvégi Krisztina            | Oszvald Marika, Hídvégi Miklós | Ének (Zongora: Hídvégi Krisztina, Gitár: Hídvégi Miklós)                                                                     | Nem találta el | Eltalálta      |
| 3.  | Szombathy Réka               | Szombathy Gyula                | Közös jelenet | Nem találta el | Nem találta el |
| 4.  | Haumann Dávid, Petra és Máté | Haumann Péter                  | Tánc (Haumann Petra) Szavalás (Haumann Máté) Szuperfrenofrenetikomaxikapitális (Mary Poppins) (Haumann Péter, Petra és Máté) | Nem találta el | Eltalálta.     |

2. adás:
| Sor | Gyerek                      | Szülő                       | Produkció | Fekete csapat | Fehér csapat |
| --- | --------------------------- | --------------------------- | --- | ------------- | ------------ |
| 1.  | Keveházi Krisztina          | Keveházi Gábor, Bán Teodóra | Közös tánc |               |              |
| 2.  | Koncz Tekla és Koncz Regina | Koncz Gábor                 | Nagymama (novella) (Zágoni István) (Koncz Gábor és Regina) Duett (Dario Fo Nyitott Házasság című vígjátékából) (Koncz Tekla és Regina) |               |              |
| 3.  | Benedek Albert              | Benedek Miklós              | Közös jelenet (Molnár Ferenc) (Benedek Miklós, Benedek Albert, Vitray Tamás)                                                           |               |              |
| 4.  | Fenyő Diána és Fenyő Dáci   | Fenyő Miklós                | Csavard fel a szőnyeget! (közös produkció)                                                                                             |               |              |

3. adás:
| Sor | Gyerek                             | Szülő                          | Produkció | Fekete csapat | Fehér csapat |
| --- | ---------------------------------- | ------------------------------ | --- | ------------- | ------------ |
| 1.  | Harsányi Melinda és Harsányi Ditta | Harsányi Gábor                 | Családi napló - töredékek (közös produkció) Közös tánc (Elvis Presley Look Like An Angel című dalára)                                                           |               |              |
| 2.  | Karosi Bálint és Karosi Júlia      | Pászthy Júlia                  | Bölcsődal (zongorán) (Weiner Leó) (Karosi Bálint és Karosi Júlia) Vágyódás a tavasz után (Mozart) (Pászthy Júlia, Karosi Júlia) (Zongorán kísér: Karosi Bálint) |               |              |
| 3.  | Cseke Sára és Cseke Dorottya       | Cseke Péter és Sára Bernadette | Közös jelenet Torna - tánc (Cseke Sára és Cseke Dorottya) |               |              |
| 4.  | ifj.Straub Dezső és Straub Péter   | Straub Dezső                   | Közös dal |               |              |